# Accidente de John F. Kennedy Jr.
En la tarde del 16 de julio de 1999, John F. Kennedy Jr., hijo del presidente de los Estados Unidos, John F. Kennedy, murió cuando el avión ligero en el que volaba se estrelló contra el océano Atlántico frente a Martha's Vineyard, Massachusetts. Su esposa, Carolyn Bessette, y su cuñada, Lauren Bessette, también estaban a bordo y murieron. El avión ligero Piper Saratoga había despegado del aeropuerto del condado de Essex, Nueva Jersey, y su ruta prevista era a lo largo de la costa de Connecticut y cruzaba por Rhode Island Sound hasta el aeropuerto de Martha's Vineyard.
La investigación oficial de la Junta Nacional de Seguridad en el Transporte (NTSB) concluyó que Kennedy fue víctima de desorientación espacial mientas descendía sobre el agua por la noche, y en consecuencia, perdió el control del avión. Kennedy no estaba calificado para volar con instrumentos, solo estaba certificado para volar bajo reglas de vuelo visual. Al momento del accidente, el clima y las condiciones de luz eran tales que todos los puntos de referencia básicos estaban oscuros, lo que dificultaba el vuelo visual, aunque legalmente estaba dentro de lo permitido.

## Antecedentes
La tarde del 16 de julio de 1999, John F. Kennedy Jr., pilotaba un Piper Saratoga para asistir a la boda de su prima, Rory, con el escritor Mark Bailey. En el avión viajaban también Carolyn Bessette, esposa de Kennedy, y su cuñada, Lauren Bessette. Kennedy había comprado el avión tres meses antes del accidente. Las hermanas Bessette estaban sentadas en la segunda fila de asientos, que estaban frente a la parte trasera del avión, y estaban a espaldas del asiento del piloto.

## Cronología de los eventos

### Accidente
Kennedy se registró con la torre de control de tráfico aéreo del aeropuerto de Martha's Vineyard antes de despegar. A las 20:38 del 16 de julio, Kennedy despegó del aeropuerto del Condado de Essex de Nueva Jersey, 34 km (21 millas) al oeste de Midtown Manhattan. Cerca de las 21:41, desconocido hasta las investigaciones oficiales posteriores, el avión de Kennedy se estrelló de nariz en el océano Atlántico. A las 22:05, el controlador de tráfico aéreo del aeropuerto de Martha's Vineyard, un pasante de verano con labores de oficina, contactó a la oficina de la Administración Federal de Aviación (FAA) en Bridgeport, Connecticut, sobre el hecho de que Kennedy no había llegado, pero se le dijo al pasante que no se le podía revelar ninguna información por teléfono.

### Guardia Costera notificada
A las 2:15 del 17 de julio, la familia Kennedy reportó a la estación local aérea de la Guardia Costera que el avión no había aterrizado. A las 4:00, la Guardia Costera comenzó la operación de búsqueda y rescate. Anthony Stanislas Radziwill, primo de los Kennedy, reportó a la prensa que si Kennedy estuviera vivo "encontraría la manera de salir de ahí", afirmando: "Él posee la voluntad para sobrevivir, suficiente voluntad para los tres". Los oficiales no eran tan optimistas acerca de encontrar a Kennedy con vida después de que algunos restos del avión fueron recuperados en el océano Atlántico. "Siempre hay esperanza", dijo Gary Jones, teniente de la Guardia Costera, "pero desafortunadamente, cuando encuentras ciertas partes de evidencia, tienes que estar preparado para todo".

### Respuesta del presidente Clinton
El presidente Bill Clinton se comunicó con la hermana mayor de Kennedy, Caroline, y su tío paterno, Ted. Clinton también habló con Andrew Cuomo, quien en ese momento estaba casado con la prima de Kennedy, Kerry. "Quería hacerles saber que pensaba en ellos, que haría todo lo que pudiéramos, y que nuestras oraciones estaban con ellos", dijo el portavoz de Clinton, Joe Lockhart. Clinton ordenó que navíos de guerra de la Armada ayudaran en la búsqueda del avión de Kennedy. Algunos críticos argumentaron que la operación de búsqueda fue un abuso del dinero de los contribuyentes, ya que ningún ciudadano común recibiría un trato similar. Clinton dijo esa tarde que los Kennedy habían "sufrido mucho, y dado más", y también les pidió que sintieran "la fuerza de Dios, el amor de sus amigos, y las oraciones de sus conciudadanos".

### Restos del accidente y cuerpos recuperados

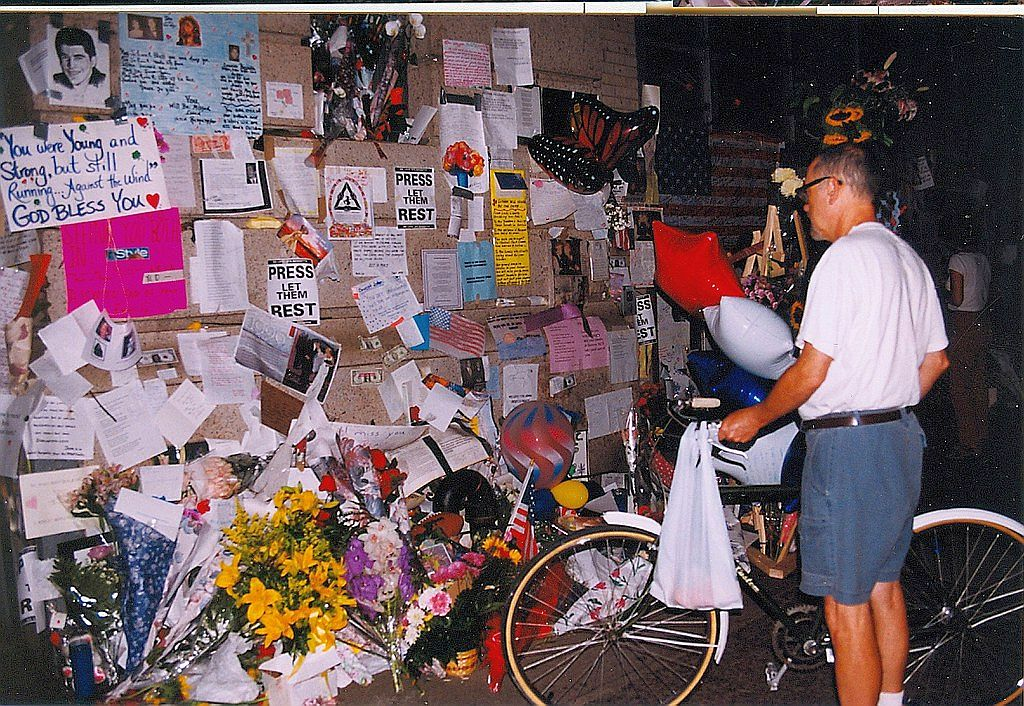
Poco después del accidente se estableció un memorial improvisado frente la casa de Kennedy.

El 19 de julio, la embarcación de la Administración Nacional Oceánica y Atmosférica (NOAA) Rude localizó finalmente los fragmentos del avión de Kennedy utilizando un sonar de barrido lateral. La embarcación tomó imágenes de alta resolución que fueron usadas para crear un mapa en tres dimensiones del lecho marino. A las 23:30 del 20 de julio, el buque de salvamento USNS Grasp (T-ARS-51) identificó el fuselaje del avión. Buzos de la Armada encontraron partes del avión esparcidas sobre una amplia área del fondo marino a 37 metros (120 pies) bajo la superficie, a aproximadamente 12.1 km (7.5 millas) al oeste de Martha's Vineyard.
La tarde del 21 de julio, los buzos recuperaron los cuerpos de Kennedy y las hermanas Bessette. Los buzos encontraron a las hermanas Bessette cerca del fuselaje, mientras que Kennedy se encontraba atrapado en su asiento. El almirante de la Guardia Costera, Richard M. Larrabee, dijo que los tres cuerpos estaban "cerca y debajo" del fuselaje, todavía atrapados dentro. Los cadáveres fueron llevados en procesión a la oficina del médico forense del condado. Las autopsias realizadas la tarde del 21 de julio por la oficina del médico forense encontraron que los tres murieron al momento del impacto. Al mismo tiempo, las familias Kennedy y Bessette anunciaron los planes para los servicios funerarios. Una vez que concluyeron las autopsias, los tres cuerpos fueron transportados de Hyannis a Duxbury, Massachusetts, donde fueron incinerados en el crematorio del Cementerio de Mayflower.

## Investigación
La Junta Nacional de Seguridad en el Transporte declaró oficialmente que el avión de Kennedy se estrelló en el océano Atlántico cerca de la costa de Martha's Vineyard; la causa más probable del accidente fue "la falla [de Kennedy] en mantener el control del avión durante el descenso sobre el agua por la noche, lo que dio como resultado la desorientación espacial". Kennedy no estaba calificado para volar su avión por instrumentos. El accidente ocurrió en condiciones que legalmente no requerían tal certificación. Otros pilotos que volaron en rutas similares la noche del accidente de Kennedy reportaron no haber tenido un horizonte visual debido a la calima.

## Filmografía
Este accidente fue presentado en el programa de televisión canadiense de National Geographic Channel Mayday: catástrofes aéreas, en el episodio titulado "La muerte de Jonh F. Kennedy Jr."